# Lorran David Ferreira Costa
Lorran David Ferreira Costa, mais conhecido como Lorran (Cuiabá, 2 de maio de 1995), é um futebolista brasileiro que atua como atacante. Atualmente está no Mixto.

## Carreira
Iniciou sua carreira futebolística na base do Guarani. Lorran profissionalizou-se em 2017, jogando como atleta do próprio Guarani. Jogou em diversos clubes do Brasil.
Em 2023, Lorran recebeu o troféu de artilheiro da Copa do Brasil de 2023 ao lado de Pedro do Flamengo, Tiquinho Soares do Botafogo e Alef Manga do Coritiba, com 5 gols cada um.

## Artilharias
Nova Mutum-MT
- Copa do Brasil: 2023 – 5 gols[1]